# Екопътека
Екопътеките са интерпретивни и интерактивни туристически маршрути. Те имат за цел да запознаят туриста със забележителностите от живата (растения, животни) и неживата природа (върхове, реки, езера), и да го мотивират, той сам да се включи, в тяхното разпознаване, и опазване.
Екопътеките обикновено са кратки – преминават се за около 2 – 3 часа и често са кръгови. Задължително изискване са табелите с информация за всичко интересно, което може да се види наоколо – пейзажи, растения, животни и природни забележителности. За изграждането на екопътеките се използват предимно естествени материали.
Екопътеките могат да бъдат и по-тясно специализирани, като маршрутите за наблюдение на птици, пеперуди, цветя и диви животни.